# 대한민국 형사소송법 제414조
대한민국 형사소송법 제414조는 항고기각과 항고이유 인정에 대한 형사소송법의 조문이다.

## 조문
제414조(항고기각과 항고이유 인정) ① 항고를 이유없다고 인정한 때에는 결정으로 항고를 기각하여야 한다.
②항고를 이유있다고 인정한 때에는 결정으로 원심결정을 취소하고 필요한 경우에는 항고사건에 대하여 직접 재판을 하여야 한다.

第414條(抗告棄却과 抗告理由 認定) ① 抗告를 理由없다고 認定한 때에는 決定으로 抗告를 棄却하여야 한다.
②抗告를 理由있다고 認定한 때에는 決定으로 原審決定을 取消하고 必要한 境遇에는 抗告事件에 對하여 直接 裁判을 하여야 한다.

## 참고 문헌
- 손동권 신이철, 새로운 형사소송법(초판, 2013), 세창, 2013. ISBN 9788984114081